# Liotyphlops
Genre
Synonymes
- Rhinotyphlops Peters 1857 nec Fitzinger 1843

Liotyphlops est un genre de serpents de la famille des Anomalepididae. 

## Répartition
Les dix espèces de ce genre se rencontrent en Amérique du Costa Rica à l'Argentine.

## Liste des espèces
Selon The Reptile Database (28 juil. 2011) :
- Liotyphlops albirostris (Peters, 1857)
- Liotyphlops anops (Cope, 1899)
- Liotyphlops argaleus Dixon & Kofron, 1984
- Liotyphlops beui (Amaral, 1924)
- Liotyphlops caissara  Centeno, Sawaya & Germano, 2010
- Liotyphlops haadi Silva Haad, Franco & Maldonado, 2008
- Liotyphlops schubarti Vanzolini, 1948
- Liotyphlops ternetzii (Boulenger, 1896)
- Liotyphlops trefauti Freire, Caramaschi & Suzart Argolo, 2007
- Liotyphlops wilderi (Garman, 1883)

## Publication originale
- Peters, 1881 : Einige herpetologische Mittheilungen. 1. Uebersicht der zu den Familien der Typhlopes und Stenostomi gehörigen Gattungen oder Untergattungen. 2. Ueber eine neue Art von Tachydromus aus dem Amurlande. 3. Ueber die von Herrn Dr. finsch aus Polynesien gesandten Reptilien. Sitzungsberichte der Gesellschaft Naturforschender Freunde zu Berlin, vol. 1881, n. 4, p. 69-72 (texte intégral).